# Ancara anaemica
Ancara anaemica är en fjärilsart som beskrevs av George Francis Hampson 1908. Ancara anaemica ingår i släktet Ancara och familjen nattflyn. Inga underarter finns listade i Catalogue of Life.